# تی.ام. اسکنلن
تی. ام. اسکلن (انگلیسی: T. M. Scanlon؛ زادهٔ ۲۸ ژوئن ۱۹۴۰ (age 78)) ریاضی‌دان، فیلسوف، و استاد دانشگاه اهل ایالات متحده آمریکا است.
وی همچنین برندهٔ جوایزی همچون کمک‌هزینه گوگنهایم شده‌است.